# Dorte (film)
Dorte er en dansk film fra 1951, instrueret af Jon Iversen.

## Medvirkende
- Ilselil Larsen
- Ib Schønberg
- Preben Neergaard
- Nina Pens
- Johannes Meyer
- Helge Kjærulff-Schmidt
- Sigurd Langberg
- Ove Sprogøe
- Maria Garland
- Henning Moritzen
- Else Jarlbak
- Henry Nielsen
- Inge Ketti